# Myotis secundus
Myotis secundus (Ruedi, Csorba, Lin & Chou, 2015) è un pipistrello della famiglia dei Vespertilionidi endemico di Taiwan.

## Descrizione

### Dimensioni
Pipistrello di piccole dimensioni, con la lunghezza della testa e del corpo tra 34,1 e 42,1 mm, la lunghezza dell'avambraccio tra 33,4 e 37,8 mm, la lunghezza della coda tra 36,3 e 46,5 mm, la lunghezza del piede tra 5,8 e 9,9 mm, la lunghezza delle orecchie tra 11,1 e 15 mm.

### Aspetto
La pelliccia è lunga e arruffata. Le parti dorsali sono marroni scure con le punte dei peli più chiare che danno un aspetto generale brizzolato, mentre le parti ventrali sono più chiare e giallo-brunastre. Il muso è densamente ricoperto di peli eccetto una piccola zona sopra gli occhi. Le orecchie sono lunghe e strette, con un leggero incavo sul bordo posteriore appena sotto la punta, il trago è lungo e sottile. Le membrane alari sono marroni scure e attaccate posteriormente alla base delle dita dei piedi, i quali sono snelli. La lunga coda è inclusa completamente nell'ampio uropatagio. 

## Biologia

### Comportamento
Si rifugia all'interno di grotte.

### Alimentazione
Si nutre di insetti.

### Riproduzione
Femmine che allattavano sono state osservate tra maggio e luglio, mentre maschi sessualmente attivi sono stati osservati da agosto fino al marzo successivo.

## Distribuzione e habitat
Questa specie è ristretta alle zone interne dell'isola di Taiwan.
Vive nelle foreste.

## Conservazione
Questa specie, essendo stata scoperta solo recentemente, non è stata sottoposta ancora a nessun criterio di conservazione.